# Union sportive de Matoury
Maillots
L'Union Sportive Matoury est un club guyanais de football basé à Matoury.

## Palmarès
- Championnat de Guyane (7)
  - Champion : 2003, 2006, 2011, 2012, 2014, 2016 et 2017

- Coupe de Guyane (6)
  - Vainqueur : 2005, 2011, 2012, 2013, 2016, 2017.

- Coupe des Guyanes (1)
  - Vainqueur : 2011

- Coupe de France régionale (8)
  - Vainqueur : 1998, 2001, 2003, 2005, 2011, 2013, 2014, 2016.